# Падіесет
Падіесет (*д/н — 780 до н. е.) — давньоєгипетський діяч, верховний жрець Птаха в Мемфісі.

## Життєпис
Походив з XXII династії. Син Такелота, верховного жерця Птаха, та Тжесбастперет (доньки фараона Осоркона II). Коли його батько став верховним жерцем близько 830 року до н. е., то Падіесета було призначено головним очільником Ма, тобто командувачем області навколо Мемфісу.
810 року до н. е. після смерті Такелота стає верховним жерцем Птаха. Дві стели, що зберігаються в Луврі, посилаються на повідомлення про поховання двох биків Апіса. церемонію яких очолював Падіесет. Одне у 28-му році правління Шешонка III, інше — у 2-му році його наступника Памі.
Помер близько 780 року до н. е. Посаду спадкував старший син Пефтжауауібастет.
Поховано в некрополі верховних жерців Птаха Третього проміжного періоду. 1942 року це поховання виявив єгипетських єгиптолог Ахмед Бадаві Знайдено поховальні меблі, срібний саркофаг, срібна перука, борідка Осіріса, ушебті з ім'я Падіесета. алебастрові вази. Усе це тепер зберігається в Каїрському єгипетському музеї.

## Родина
- Пефтжауауібастет, верховний жрець Птаха, фараон Двадцять третьої династії фараонів
- Харсієс II, верховний жрець Птаха
- Такелот
- Таперет, дружина Анх-Шешонка, сина фараона Шешонка III. Їх нащадки обіймали посаду намісника Гераклеополіса до 513 року до н.е. (часів перського царя Дарія I)